# فينامونين
فینامونين (بالإنجليزية: Vainamoinen)‏ بطل شعبي في الأساطير الفنلندية ابن «لونوتار» ابنة الهواء التي قامت بعملية الخلق.

## الأسطورة
كان هذا البطل ساحرا عظيما هو الذي ابتكر القيثارة، ويسمى أحيانا (فينولا -vi nola) حملته أمه ثلاثين عاما ثم قذفت به بين الأمواج، وظل البطل يسبح حتى وصل إلى الشاطئ، وخرج ليلتقي بـ«لابلاندر» الشرير الذي تحداه في العزف والغناء، ففاز عليه، وألقاه البطل في مستنقع ومرة أخرى حاول لابلاندر الشرير أن يقتل البطل، لكنه استطاع أن يفلت منه، ويطير على جناحي نسر، حتى وصل إلى أرض الشمال التي كانت تحكمها «لومي» الشريرة. ولكنها وعدته أن تزوجه ابنتها له إن هو شكل لها «السامبو» الأداة السحرية التي تنبت القمح، وتخرج الملح، وتسك العملات. ثم أضافت ابنتها بعض المهام الأخرى للبطل، لم يستطع أن ينجزها جميعا. وهي في النهاية تتزوج «امارنين» الذي صنع لها ما أرادت. أما البطل فتصوره الآثار الفنية الفنلندية رجلا عجوزا بلحية بيضاء.